# Delta Clipper
Delta Clipper ili skraćeno DC-X je prototip bespilotne letjelice za višekratnu upotrebu koja radi na principu single-stage-to-orbit odnosno odlazak u zemljinu orbitu sa samo jednim stupnjem rakete. Dizajnirana je i izrađena u tvrtci McDonnell Douglas u suradnji s američkim Ministarstvom obrane u razdoblju od 1991. do 1993. Nakon toga je predana NASA-i koja je u osnovni dizajn ugradila svoje promjene te izmijenjenom prototipu dodijelila oznaku DC-XA.

## Vanjske poveznice
- DC-X na Astronautix.com
- DC-X povijest i karakteristike  Arhivirana inačica izvorne stranice od 16. siječnja 2009. (Wayback Machine)
- GlobalSecurity.org o DC-X